# Niels Forsby
Niels Forsby (født 1947) er formand for Landsforeningen af Beskikkede Advokater, hvilket han har været siden 2002.
Han har været advokat siden 1980 og har tidligere været medlem af Flygtningenævnet.
Forsby har bl.a. været forsvarer for den nu terrordømte Hammad Khürshid i Glasvej-sagen.